# Котяча акула ісландська
Котяча акула ісландська (Apristurus laurussonii) — акула з роду Чорна котяча акула родини Котячі акули. Інша назва «мадейрська котяча акула».

## Опис
Загальна довжина досягає 68-72 см, середня — 50-60 см. Струнка акула, яка дещо звужується до голови. Голова з широким, коротким, сплощеним рилом і великими очима. Верхня губна борозна значно довше нижньої борозни. Присутній переривчастий надочноямковий сенсорний канал. Зяброві щілини короткі. Тіло гладке. Має від 13 до 22 спіральних кишкових клапанів. Маленькі спинні плавці зміщені до задньої частини тіла. Забарвлення чорне.

## Спосіб життя
Живе на дні, на материкових схилах, на глибинах від 55 до 1450 м. Живиться костистою рибою, кальмарами, омарами, креветками, крабами, морськими черв'яками.
Статева зрілість на стає при розмірі близько 60 см. Це яйцекладна акула. Самиця відкладає 1 яйце завширшки 2,5 см та завдовжки 6 см.

## Розповсюдження
Мешкає від Ісландії до Мадейри та від штату Массачусетс (США) до північної частини Мексиканської затоки, Куби. Зустрічається іноді також біля Суринами та Гаяни. Є біля Канарських островів та Сенегалу.